# Tango 780
Tango 780 - turystyczna klasa jachtów żaglowych. Występuje w dwóch odmianach, Tango 780S (Sport) i Tango 780F (Family). Odmiana Sport posiada otwartą rufę, wyższy maszt, a co za tym idzie, większą powierzchnię ożaglowania. Natomiast odmiana Family ma zamkniętą rufę, typu retrouse. Oba modele są bardzo popularne, zwłaszcza na jeziorach mazurskich, z uwagi na dobre właściwości żeglowne i odpowiednie wyposażenie.